# Kupa e Shqipërisë 2012-2013
La Coppa d'Albania 2012-2013 è stata la 61ª edizione della competizione. Il torneo è cominciato il 12 settembre 2012 ed è terminato il 17 maggio 2013. Il Laci ha conquistato il trofeo per la prima volta nella sua storia.

## Primo turno preliminare
| Squadra 1         | Risultato | Squadra 2      |
| ----------------- | --------- | -------------- |
| 12 settembre 2012 |           |                |
| Sukhti            | 2–1       | Luzi 2008      |
| Veleçiku          | 1–3       | Olimpik Tirana |
| Gramozi           | 3–0       | Tepelena       |
| Skrapari          | 1–3       | Albpetrol      |

## Secondo turno preliminare
| Squadra 1         | Risultato | Squadra 2      |
| ----------------- | --------- | -------------- |
| 19 settembre 2012 |           |                |
| Sukhti            | 1–2       | Olimpik Tirana |
| Gramozi           | 3–0       | Albpetrol      |

## Sedicesimi di finale
| Squadra 1                     | Totale | Squadra 2         | Andata | Ritorno |
| ----------------------------- | ------ | ----------------- | ------ | ------- |
| 26 settembre / 3 ottobre 2012 |        |                   |        |         |
| Naftetari Kucove              | 1 – 5  | Flamurtari Valona | 0–1    | 1–4     |
| Tërbuni Pukë                  | 0 – 3  | Bylis Ballsh      | 0–2    | 0–1     |
| Adriatiku                     | 0 – 3  | Laçi              | 0–3    | 0–0     |
| Ada                           | 2 – 2  | Tomori            | 2–1    | 0–1     |
| Olimpik Tirana                | 4 – 9  | Skënderbeu        | 2–2    | 2–7     |
| Himara                        | 1 – 4  | Kastrioti         | 0–2    | 1–2     |
| Iliria                        | 1 – 4  | Vllaznia          | 0–2    | 1–2     |
| Butrinti                      | 2 – 3  | Shkumbini         | 2–0    | 0–3     |
| Elbasani                      | 0 – 1  | Apolonia Fier     | 0–0    | 0–1     |
| Besëlidhja                    | 4 – 5  | Kukësi            | 2–4    | 2–1     |
| Dinamo Tirana                 | 0 – 2  | Kamza             | 0–1    | 0–1     |
| Gramozi                       | 0 – 7  | Teuta             | 0–4    | 0–3     |
| Gramshi                       | 1 – 5  | Luftëtari         | 1–0    | 0–5     |
| Burreli                       | 2 – 10 | Besa Kavajë       | 1–4    | 1–6     |
| Lushnja                       | 7 – 0  | Pogradeci         | 5–0    | 2–0     |
| Partizani Tirana              | 1 – 3  | Tirana            | 1–2    | 0–1     |

## Ottavi di finale
| Squadra 1                    | Totale | Squadra 2         | Andata | Ritorno |
| ---------------------------- | ------ | ----------------- | ------ | ------- |
| 24 ottobre / 7 novembre 2012 |        |                   |        |         |
| Besa Kavajë                  | 1 – 2  | Flamurtari Valona | 0–1    | 1–1     |
| Luftëtari                    | 3 – 4  | Bylis Ballsh      | 2–1    | 1-3     |
| Tomori                       | 1 – 3  | Laçi              | 0–0    | 1–3     |
| Kukësi                       | 6 – 3  | Tirana            | 4–0    | 2–3     |
| Kamza                        | 0 – 4  | Skënderbeu        | 0–1    | 0–3     |
| Apolonia Fier                | 1 – 2  | Kastrioti         | 1–2    | 0–0     |
| Shkumbini                    | 2 – 2  | Vllaznia          | 1–0    | 1–2     |
| Lushnja                      | 2 – 4  | Teuta             | 0–0    | 2–4     |

## Quarti di finale
Gli 8 vincitori degli ottavi di finale sono poste in 2 gironi da 4 squadre ciascuno. Ogni gruppo avrà un doppio round per un totale di 6 partite per ogni squadra. Le prime 2 squadre di ogni gruppo passeranno alle semifinali. Le partite si svolgeranno tra il 4 dicembre 2012 e il 5 marzo 2013.

### Gruppo A
| Squadra    | P.ti | G | V | P | S | RF | RS | DR  |
| ---------- | ---- | - | - | - | - | -- | -- | --- |
| Skënderbeu | 18   | 6 | 6 | 0 | 0 | 21 | 8  | +13 |
| Kukësi     | 12   | 6 | 4 | 0 | 2 | 12 | 7  | +5  |
| Kastrioti  | 6    | 6 | 2 | 0 | 4 | 8  | 13 | -5  |
| Shkumbini  | 0    | 6 | 0 | 0 | 6 | 4  | 17 | -13 |

|            | KAS   | PEK   | SHK   | SKË   |
| Kastrioti  |       | 0 – 3 | 4 – 2 | 1 – 2 |
| Kukësi     | 1 – 0 |       | 2 – 0 | 2 – 3 |
| Shkumbini  | 0 – 2 | 0 – 2 |       | 1 – 4 |
| Skënderbeu | 5 – 1 | 4 – 2 | 3 – 1 |       |

### Gruppo B
| Squadra           | P.ti | G | V | P | S | RF | RS | DR  |
| ----------------- | ---- | - | - | - | - | -- | -- | --- |
| Bylis Ballsh      | 12   | 6 | 4 | 0 | 2 | 15 | 9  | +6  |
| Laçi              | 12   | 6 | 4 | 0 | 2 | 12 | 7  | +5  |
| Flamurtari Valona | 12   | 6 | 4 | 0 | 2 | 11 | 7  | +4  |
| Teuta             | 0    | 6 | 0 | 0 | 6 | 5  | 20 | -15 |

|                   | BYL   | FLA   | LAÇ   | TEU   |
| Bylis Ballsh      |       | 2 - 3 | 2 - 1 | 5 - 0 |
| Flamurtari Valona | 0 - 1 |       | 2 - 1 | 3 - 0 |
| Laçi              | 3 - 2 | 1 - 0 |       | 4 - 0 |
| Teuta             | 2 - 3 | 2 - 3 | 1 - 2 |       |

## Semifinali
| Squadra 1                 | Totale | Squadra 2    | Andata | Ritorno |
| ------------------------- | ------ | ------------ | ------ | ------- |
| 2 aprile / 16 aprile 2013 |        |              |        |         |
| Kukësi                    | 1 - 2  | Laçi         | 0 - 0  | 1 - 2   |
| Skënderbeu                | 1 - 2  | Bylis Ballsh | 1 - 1  | 0 - 1   |

## Finale
| Arbitro: | Bardhyl Pashaj |

|           |           |  |
| Çela 119’ | Marcatori |  |